# Hypodessus frustrator
Hypodessus frustrator är en skalbaggsart som beskrevs av Spangler 1966. Hypodessus frustrator ingår i släktet Hypodessus och familjen dykare. Inga underarter finns listade i Catalogue of Life.